# Meristem
Meristem är samlingar av celler i vissa delar av växter där celldelning sker för tillväxt på bredden eller längden. Ordet är härlett ur det grekiska ordet merizein (μερίζειν), som betyder 'att dela upp'. När en stickling tas från en växt så måste det finnas meristem med i den för att rotbildning och tillväxt skall ske. Detta beror på att meristem utgörs av celler som inte ännu differentierats, det vill säga börjat specialiseras för olika ändamål. Sådana celler kan fortfarande utvecklas till vilken typ av celler som helst, och kan alltså komma att bli råmaterial för en helt ny, komplett planta (jämför med stamcell).
Hos de flesta trikolpater finns tillväxtpunkter mellan bladfästen och den stjälk, gren eller stam som bladen sitter på. Dessa tillväxtpunkter innehåller meristem som ger möjlighet till ny grenbildning, rotbildning och blomsättning. Hos kaktusarna benämns dessa punkter som areoler. Meristem är också mycket vanliga i kambium, det tillväxtskikt som sitter mellan bark och ved hos träd.
Nya växtorgan ovan jord bildas först i det apikala meristemet i växtskottet. I mitten av växtskottets meristem finns en grupp av odifferentierade celler, i ett område som kallas den centrala zonen. Dessa celler växer och delar sig, vilket leder till att de rör sig utåt mot den perifera zonen, där cellerna differentieras och bidrar till bildandet av löv och blommor.   